# Ahmet Davutoğlu
Ahmet Davutoğlu (phát âm tiếng Thổ Nhĩ Kỳ: [ahˈmet daˈvutoːɫu] ⓘ; born 26 tháng 2 năm 1959) là nhà ngoại giao, chính trị gia Thổ Nhĩ Kỳ, giữ chức Thủ tướng Thổ Nhĩ Kỳ từ ngày 28 tháng 8 năm 2014 đến ngày 24 tháng 5 năm 2016, lãnh đạo của Đảng Công lý và Phát triển (AKP) kể từ ngày 27 tháng 8 năm 2014. Trước đây, ông từng là Bộ trưởng Bộ Ngoại giao từ năm 2009 đến năm 2014 và là cố vấn trưởng cho Thủ tướng Recep Tayyip Erdoğan từ năm 2003 đến năm 2009.